# Muzeul de știință din Nagoya
Muzeul de știință Nagoya este un muzeu din orașul Nagoya, Japonia. Planetariul muzeului este considerat cel mai mare din lume de către Guinnes World Records.

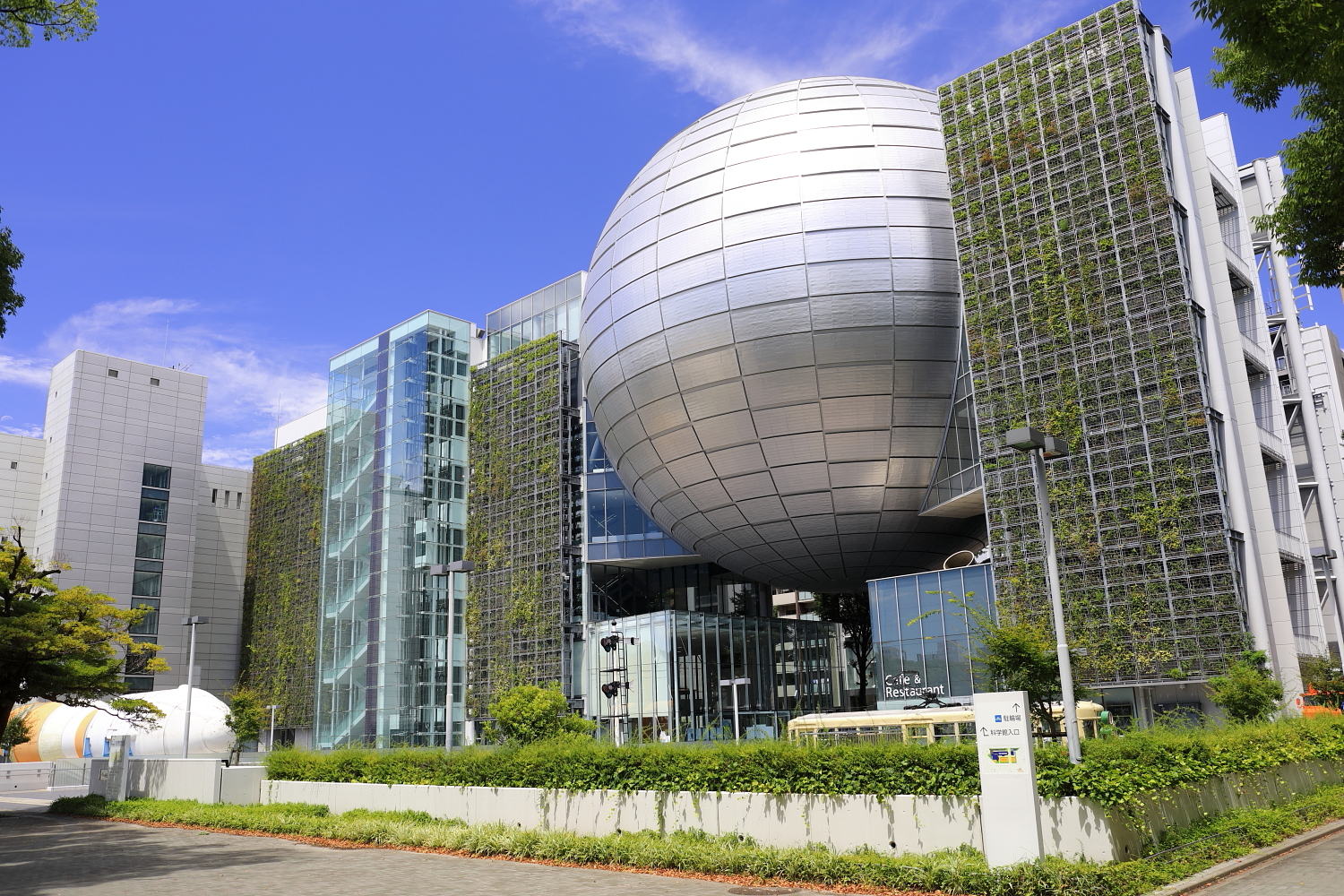
Exteriorul Muzeului de știință din Nagoya

## Expoziții
- Expoziția Laboratorul de tornade prezintă o simulare a formării tornadelor.
- Expoziția Laboratorul de îngheț conține o simulare a aurorelor boreale, precum și o cameră cu temperatura de -30 de grade.